# Giáo phận Đà Nẵng
Giáo phận Đà Nẵng (tiếng Latin: Dioecesis Danangensis) là một giáo phận Công giáo Rôma ở Việt Nam. Địa giới gồm thành phố Đà Nẵng, rộng 11.723 km². Đến năm 2023, giáo phận có 73.742 giáo dân, với 118 linh mục quản lý 51 giáo xứ.
Giáo phận hiện tại đang trống tòa, sau khi giám mục giáo phận Giuse Đặng Đức Ngân được thuyên chuyển làm Tổng giám mục phó Tổng giáo phận Huế tháng 9 năm 2023. Tổng giám mục Đặng Đức Ngân, hiện là Tổng giám mục Huế, tiếp tục đảm trách vai trò Giám quản Tông Tòa giáo phận này.

## Lịch sử
Các tài liệu Công giáo ghi nhận khởi đầu quá trình truyền giáo tại đây qua các thừa sai đi theo các thương nhân Công giáo người Bồ Đào Nha, Pháp, Ý như Francesco Buzomi, Diego Carvalho, Antonio Dias và Paul đến Cửa Hàn, Hội An ngày 18 tháng 1 năm 1615), Francisco de Pina (1622 - 1623), Alexandre de Rhodes (1624/ 1640/ 1642). Các tài liệu này cũng ghi nhận địa danh Cù lao Chàm với việc Duarte Coelho dựng Thánh giá (1516). Khi vùng truyền giáo Đại Việt được thành lập, vùng giáo phận Đà Nẵng ngày nay từng là nơi Giám mục Lambert de la Motte tổ chức Công nghị năm 1664 và Công nghị lần II do Giám mục Guillaume Mahot Mão (1682 - 1684) tổ chức tại Hội An...

### Thời kỳ Giáo phận, từ năm 1963
Giáo phận Đà Nẵng được thành lập ngày 18 tháng 1 năm 1963, tách ra từ Giáo phận Qui Nhơn, theo tuyên sắc "In Vitae Naturalis Similitudinem" của Giáo hoàng Gioan XXIII. Giám mục Phêrô Maria Phạm Ngọc Chi được bổ nhiệm làm Giám mục Tiên khởi Giáo phận. Với sự kiện ngày 30 tháng 4 năm 1975, Giám mục Chi đã chọn và tấn phong linh mục Phanxicô Xaviê Nguyễn Quang Sách làm Giám mục phó vào ngày 6 tháng 6 cùng năm. Sau năm 1975, Giám mục Phạm Ngọc Chi rút lui về âm thầm và thường vắng mặt trong các sự kiện, kể cả các phiên họp Hội đồng Giám mục Việt Nam. Ông qua đời vào tháng 1 năm 1988.
Giám mục Nguyễn Quang Sách kế nhiệm giám mục chính tòa vào tháng 1 năm 1988. Linh mục Phaolô Tịnh Nguyễn Bình Tĩnh được tấn phong giám mục và kế nhiệm vào năm 2000. Giám mục Tĩnh đã quản lý Giáo phận Đà Nẵng cho đến năm 2006, khi Tòa Thánh chọn linh mục Giuse Châu Ngọc Tri làm tân giám mục chính tòa. Giám mục Tri đã quản lý giáo phận Đà Nẵng trong 10 năm, trước khi "hoán đổi mục vụ" với giám mục Giáo phận Lạng Sơn và Cao Bằng Giuse Đặng Đức Ngân vào năm 2016. Việc hoán đổi giáo phận này đưa Giám mục Tri đến quản lý tại Giáo phận Lạng Sơn và Cao Bằng, và đổi Giám mục Ngân về quản lý giáo phận Đà Nẵng.
Tháng 11 năm 2023, Tòa Thánh thăng Giám mục Đặng Đức Ngân chức Tổng giám mục phó Tổng giáo phận Huế và tổng giám mục này tiếp tục việc quản lý giáo phận Đà Nẵng với tư cách Giám quản Tông Tòa. Tổng giám mục Ngân đã kế vị tại Huế vào tháng 5 năm 2025, tiếp tục công việc mục vụ với tư cách Giám quản Tông Tòa tại Đà Nẵng.
Giáo phận Đà Nẵng khi mới thành lập bao gồm thị xã Đà Nẵng, tỉnh Quảng Tín và tỉnh Quảng Nam, với tổng diện tích là 11.555 km2, dân số là 1.100.000 người; tân Giáo phận có 35 địa sở, 365 họ nhánh với hơn 84.000 giáo dân và 15.000 dự tòng, 40 linh mục và một số ít nam nữ tu sĩ.
Tính đến cuối năm 2017, Giáo phận có 72.495 giáo dân, 110 linh mục (triều: 85, dòng: 25), 50 giáo xứ và 7 giáo họ biệt lập có linh mục coi sóc. Đến năm 2023, số giáo dân giáo phận là 73.742, 118 linh mục (86 linh mục triều và 32 linh mục dòng) quản lý 51 giáo xứ. Giáo phận cũng có 255 nữ tu và 42 nam tu sĩ. Địa giới giáo phận: phía bắc giáp tổng giáo phận Huế, phía nam giáp giáo phận Kon Tum và giáo phận Qui Nhơn, phía đông giáp biển Đông, phía tây giáp Hạt Đại diện Tông tòa Pakse (Lào).

## Các danh địa giáo phận

### Nhà thờ Chính tòa và Tòa Giám mục
Nhà thờ Thánh Tâm Chúa Giêsu tại Đà Nẵng được chỉ định làm Nhà thờ chính tòa của giáo phận.

### Trung tâm Mục vụ

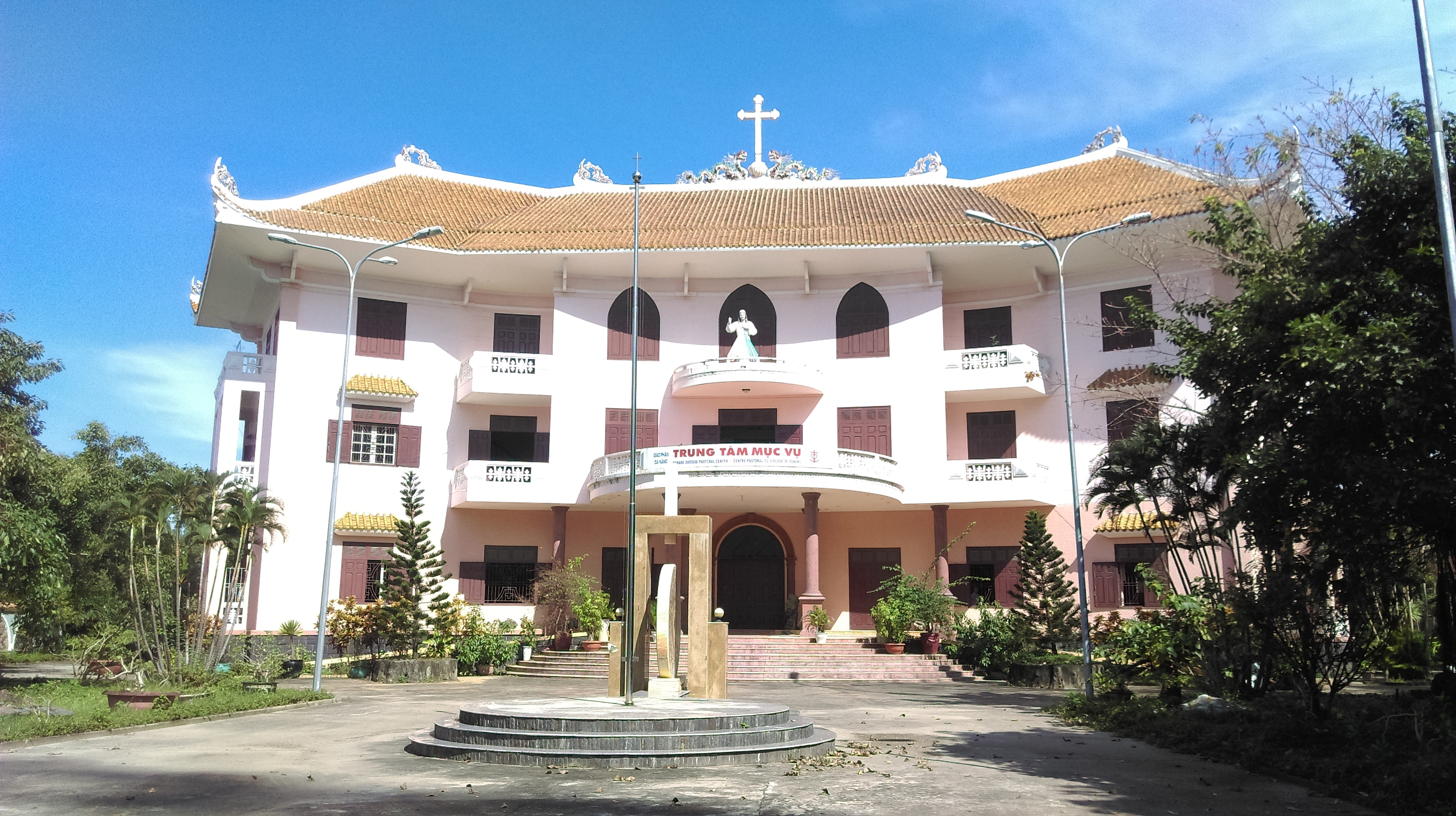
Trung tâm Mục vụ Giáo phận Đà Nẵng (Sơn Trà)

### Thánh địa hành hương
- Trung Tâm Thánh Mẫu Trà Kiệu

### Các giáo xứ trực thuộc
Lưu ý: Địa chỉ giáo xứ chỉ là địa chỉ của nhà thờ giáo xứ, thực tế một giáo xứ có thể bao gồm nhiều xã, phường khác nhau.
| STT | Giáo xứ      | Hình ảnh | Địa chỉ                                   |
| --- | ------------ | -------- | ----------------------------------------- |
| Giáo hạt Đà Nẵng (các phường Hải Châu, Hoà Cường, Thanh Khê và An Khê) |              |          |                                           |
| 1 | Chính tòa    |          | 156 Trần Phú, phường Hải Châu             |
| 2 | An Hòa       |          | Đường Trường Chinh, phường An Khê         |
| 3 | Chính Trạch  |          | 68 Hoàng Hoa Thám, phường Thanh Khê       |
| 4 | Hòa Cường    |          | 150 Nguyễn Hữu Thọ, phường Hoà Cường      |
| 5 | Hòa Thuận    |          | 231 Trưng Nữ Vương, phường Hoà Cường      |
| 6 | Ngọc Quang   |          | Đường Xuân Tâm, phường Hải Châu           |
| 7 | Nội Hà       |          | 40 Đinh Tiên Hoàng, phường Hải Châu       |
| 8 | Phước Tường  |          | 311 Trường Chinh, phường An Khê           |
| 9 | Tam Tòa      |          | 274 Trần Cao Vân, phường Thanh Khê        |
| 10 | Thanh Bình   |          | 69 Cao Thắng, phường Hải Châu             |
| 11 | Thanh Đức    |          | 45 đường 3 Tháng 2, phường Hải Châu       |
| Giáo hạt Hòa Vang (các phường Cẩm Lệ, Hoà Xuân, Liên Chiểu, Hoà Khánh, Hải Vân; các xã Hoà Vang, Hoà Tiến và Bà Nà) |              |          |                                           |
| 12 | An Ngãi      |          | phường Hoà Khánh                          |
| 13 | An Ngãi Đông |          | Đường Âu Cơ, phường Hoà Khánh             |
| 14 | Cẩm Lệ       |          | Đường An Hòa 9, phường Cẩm Lệ             |
| 15 | Đông Vinh    |          | Thôn Hòa Thọ, xã Hòa Vang                 |
| 16 | Hòa Khánh    |          | 50 Nguyễn Lương Bằng, phường Liên Chiểu   |
| 17 | Hòa Minh     |          | Nguyễn Chích, phường Hoà Khánh            |
| 18 | Hòa Ninh     |          | xã Bà Nà                                  |
| 19 | Hội Yên      |          | xã Hải Vân                                |
| 20 | Lệ Sơn       |          | Xã Hòa Tiến                               |
| 21 | Phú Hạ       |          | Phường Hoà Khánh                          |
| 22 | Phú Thượng   |          | Phường Hoà Khánh                          |
| 23 | Thạch Nham   |          | Xã Bà Nà                                  |
| Giáo hạt Hội An (các phường An Hải, Sơn Trà, Ngũ Hành Sơn, Hội An, Hội An Đông, Hội An Tây, Điện Bàn, Điện Bàn Đông, An Thắng, Điện Bàn Bắc và xã Gò Nổi) |              |          |                                           |
| 24 | An Hải       |          | Đường Nguyễn Công Trứ, phường An Hải      |
| 25 | An Thượng    |          | 176 Châu Thị Vĩnh Tế, phường Ngũ Hành Sơn |
| 26 | Chợ Chiều    |          | 199 Ngô Quyền, phường Sơn Trà             |
| 27 | Cồn Dầu      |          | Tổ 22, phường Hòa Xuân                    |
| 28 | Gia Phước    |          | Khu dân cư An Hải Đông 1, phường An Hải   |
| 29 | Hội An       |          | Nguyễn Trường Tộ, phường Hội An           |
| 30 | Nhượng Nghĩa |          | Đường Trần Hưng Đạo, phường Sơn Trà       |
| 31 | Phước Kiều   |          | Phường Điện Bàn                           |
| 32 | Sơn Trà      |          | 4 Nguyễn Phan Vinh, phường Sơn Trà        |
| 33 | Vĩnh Điện    |          | Phường Điện Bàn                           |
| Giáo hạt Tam Kỳ (các phường Tam Kỳ, Bàn Thạch, Quang Phú, Hương Trà; các xã Thăng Bình, Thăng An, Thăng Trường, Thăng Điền, Thăng Phú, Đồng Dương, Phú Ninh, Tây Hồ, Chiên Đàn, Núi Thành, Tam Mỹ, Tam Anh, Đức Phú, Tam Xuân, Tam Hải, Tiên Phước, Sơn Cẩm Hà, Thạnh Bình, Lãnh Ngọc, Hiệp Đức, Việt An, Phước Trà, Trà Liên, Trà Giáp, Trà Tân, Trà Đốc, Trà My, Trà Mai, Trà Tập, Trà Vân, Trà Linh và Trà Leng) |              |          |                                           |
| 34 | An Sơn       |          | Xã Thăng Điền                             |
| 35 | Bình Phong   |          | Xã Thăng Điền                             |
| 36 | Hà Lam       |          | Đường Tiểu La, xã Thăng Bình              |
| 37 | Khánh Thọ    |          | Xã Chiên Đàn                              |
| Giáo họ biệt lập | Phú Quý      |          | Xã Tam Mỹ                                 |
| 38 | Tam Kỳ       |          | 952 Phan Chu Trinh, phường Hương Trà      |
| 39 | Tam Thành    |          | Xã Tây Hồ                                 |
| 40 | Thuận Yên    |          | Xã Đức Phú                                |
| 41 | Tiên Phước   |          | Xã Tiên Phước                             |
| 42 | Vân Đõa      |          | Xã Thăng An                               |
| 43 | Việt An      |          | Xã Việt An                                |
| Giáo hạt Trà Kiệu (các xã Điện Bàn Tây, Đại Lộc, Hà Nha, Thượng Đức, Vu Gia, Phú Thuận, Duy Xuyên, Duy Nghĩa, Nam Phước, Thu Bồn, Quế Sơn, Quế Sơn Trung, Xuân Phú, Nông Sơn, Quế Phước, Khâm Dức, Phước Năng, Phước Chánh, Phước Thành, Phước Hiệp, Nam Giang, Thạnh Mỹ, Bến Giằng, Đắc Pring, La Dêê, La Êê, Đông Giang, Sông Vàng, Sông Kôn, Bến Hiên, A Vương, Tây Giang và Hùng Sơn)                           |              |          |                                           |
| 44 | Ái Nghĩa     |          | Đường Nguyễn Tất Thành, xã Đại Lộc        |
| 45 | Hà Tân       |          | Xã Thượng Đức                             |
| 46 | Hòa Lâm      |          | Xã Duy Xuyên                              |
| 47 | Hoằng Phước  |          | Xã Hà Nam                                 |
| 48 | La Nang      |          | Xã Điện Bàn Tây                           |
| 49 | Phú Hương    |          | Xã Hà Nha                                 |
| 50 | Trà Kiệu     |          | Xã Duy Xuyên                              |
| 51 | Trung Phước  |          | Xã Nông Sơn                               |
| 52 | Xuân Thạnh   |          | Xã Xuân Phú                               |

## Các đời Giám mục quản nhiệm
| STT | Tên                              | Thời gian quản nhiệm | Ghi chú                               |
| --- | -------------------------------- | -------------------- | ------------------------------------- |
| 1 † | Phêrô Maria Phạm Ngọc Chi        | 1963–1988            |                                       |
| 2 † | Phanxicô Xaviê Nguyễn Quang Sách | 1975–1988 1988–2000  | Giám mục phó Giám mục chính tòa       |
| 3 † | Phaolô Tịnh Nguyễn Bình Tĩnh     | 2000 2000–2006       | Giám mục phó Giám mục chính tòa       |
| 4   | Giuse Châu Ngọc Tri              | 2006–2016            |                                       |
| 5   | Giuse Đặng Đức Ngân              | 2016–2023 2023–nay   | Giám mục chính tòa Giám quản Tông Tòa |

Ghi chú:
- : Giám mục chính tòa
- : Giám mục phó, Giám mục phụ tá, Đại diện tông tòa